# Szkolny Szwadron Kawalerii KOP „Niewirków”
Szkolny Szwadron Kawalerii KOP „Niewirków” – pododdział kawalerii Korpusu Ochrony Pogranicza.

## Formowanie i zmiany organizacyjne
W 1924, w składzie 1 Brygady Ochrony Pogranicza, został sformowany 4 szwadron kawalerii KOP. Z dniem 23 grudnia 1924 na stanowisko dowódcy szwadronu został przeniesiony rotmistrz 1 Pułku Szwoleżerów Kazimierz Mastalerz.
Szwadron był podstawową jednostką taktyczną kawalerii KOP. Zadaniem szwadronu było prowadzenie działań pościgowych, patrolowanie terenu, w dzień i w nocy, na odległości nie mniejsze niż 30 km, a także utrzymywanie łączności między odwodami kompanijnymi, strażnicami i sąsiednimi oddziałami oraz eskortowanie i organizowanie posterunków pocztowych. Wymienione zadania szwadron realizował zarówno w strefie nadgranicznej, będącej strefą ścisłych działań KOP, jak również w pasie ochronnym sięgającym około 30 km w głąb kraju. Szwadron był też jednostką organizacyjną, wyszkoleniową, macierzystą i pododdziałem gospodarczym .
W skład szwadronu wchodzić miały cztery plutony liniowe i drużyna dowódcy szwadronu. Według etatu szwadron liczyć powinien trzech oficerów, 19 podoficerów i 65 ułanów. Na uzbrojeniu posiadał 77 karabinków, 7 pistoletów oraz 82 szable.
W lipcu 1929 zreorganizowano kawalerię KOP. Zorganizowano dwie grupy kawalerii. Podział na grupy uwarunkowany był potrzebami szkoleniowymi i zadaniami kawalerii KOP w planie „Wschód”. Szwadron wszedł w skład grupy południowej. Przyjęto też zasadę, że szwadrony przyjmą nazwę miejscowości będącej miejscem ich stacjonowania. Obok nazw geograficznych, do 1931 stosowano również numer szwadronu.
W 1934(?)1932roku dokonano kolejnego podziału szwadronów. Tym razem na trzy grupy inspekcyjne. Szwadron wszedł w skład grupy południowej.
W 1934 dostosowano strukturę szwadronu do wymogów szkoły podoficerów kawalerii KOP .
W wyniku reorganizacji KOP przeprowadzonej w 1937, szkolny szwadron kawalerii KOP „Niewirków” został przeformowany w Dywizjon Kawalerii KOP „Niewirków”.

## Dowódcy szwadronu
- rtm. / mjr Kazimierz Mastalerz[12] (23 grudnia 1924 –19 lipca 1926 → kwatermistrz 1 pszwol)
- rtm. Teodor Eustachy Suchodolski z 24 puł (od 19 lipca 1926[13])
- mjr Leonard Michalski (1927 – 1928)